# Alusil
L'Alusil è una lega ipereutettica composta da alluminio, silicio, rame e magnesio (formula chimica AlSi17Cu4Mg o chiamato anche A390), contenente circa il 78% di alluminio e il 17% di silicio.
Questa lega è stata creata nel 1927 dalla Lancia a Torino, e ulteriormente sviluppata successivamente da Kolbenschmidt.

## Utilizzo
La lega di alluminio-silicio Alusil è comunemente utilizzata dai costruttori di autovetture per forgiare il monoblocco dei motori ad alte prestazioni. L'Alusil, durante la lavorazione, presenta un precipitato di silicio. Il monoblocco in Alusil permette, dopo un opportuno trattamento elettrochimico, di ottenere delle camicie in silicio per ogni singolo cilindro. La superficie di silicio, grazie alle sue proprietà, è abbastanza porosa per contenere e mantenere l'olio in essa stessa, favorendo così una lubrificazione ottimale e corretta dell'interno della camera dei cilindri, ed è un appoggio eccellente per i pistoni. 
L'utilizzo di questa lega leggera fa risparmiare peso al motore rispetto a un corrispettivo costruito in solo alluminio o ghisa e inoltre consente di dissipare in maniera più efficiente e migliore il calore prodotto dal propulsore, grazie alle loro ottime proprietà di conduttività termica.
Nel 1996, la BMW ha cambiato il materiale del rivestimento delle pareti dei cilindri dal Nikasil, che si rivelava troppo vulnerabile all'azione dei solfati, per utilizzare l'Alusil, per eliminare i problemi di corrosione causati dall'uso di benzina contenente zolfo.
Motori che utilizzano nella loro costruzione l'Alusil sono i seguenti:
- Audi 2.4 V6
- Audi 3.2 FSI V6
- Audi/Lamborghini 4.2 FSI V8
- Audi/Lamborghini 5.2 FSI V10
- Audi/Volkswagen 6.0 W12
- BMW M52TU I6
- BMW N52 I6
- BMW M62 V8
- BMW N62 V8
- BMW N63 V8
- BMW N63TU V8
- BMW M70/M73 V12
- Mercedes 560 SEL M117 V8
- Mercedes M119
- Porsche 928 V8
- Porsche 924 I4
- Porsche 944 I4
- Porsche 968 I4
- Porsche Cayenne V8